# Mesomphalia variolaris
Mesomphalia variolaris is een keversoort uit de familie bladkevers (Chrysomelidae). De wetenschappelijke naam van de soort werd in 1850 gepubliceerd door Boheman.